# السقا (عسير)
السُْقا هي قرية سعودية في منطقة عسير تقع غرب مدينة أبها وتبعد عنها 15 كيلومتر وقد كانت عاصمة إمارة آل عائض. من أعلامها الشيخ سليمان بن سحمان. والشيخ عبدالله الحنيشي رحمه الله  